# Алор
Алор (индон. Pulau Alor) — крупнейший остров Алорского архипелага, который входит в состав Малых Зондских островов. В административном отношении входит в состав индонезийской провинции Восточная Нуса-Тенгара.
В востоку от Алора расположены индонезийский остров Ветар и остров Атауро, принадлежащий Восточному Тимору. К югу лежит остров Тимор, от которого Алор отделяет пролив Омбай; к западу находится остров Пантар. На севере омывается водами моря Банда. Как и соседние острова, Алор имеет вулканическое происхождение. Площадь Алора составляет 2104,76 км². Самые высокие горы острова — Колана (1765 м) и Муна (1440 м). Единственной относительно плоской частью Алора является область в районе города Калабахи. Это является одной из причин того, что голландские власти перенесли в 1911 году столицу и главный порт острова из Алор-Кечил в Калабахи.
Орудия труда, рыбьи кости и рыболовные крючки свидетельствуют о том, что люди жили на острове Алор более 40 тыс. лет назад. В частности в пещере Макпан (Makpan Cave) люди жили 43 тыс. лет назад.
На южном берегу острова Алор в пещере Трон Бон Лей обнаружены останки женщины, жившей 12 тыс. л. н., захороненной вместе с рыболовными крючками и снастями. Всего в пещере Трон Бон Лей найдены останки четырёх человек. В могиле ребёнка возрастом от 4-5 до 6-7 лет, похороненного  в Гуа-Макпане (Gua Makpan) 8 тыс. л. н., отсутствуют длинные кости — кости рук и ног ребёнка были удалены перед погребением и выброшены в другое место.
Население острова говорит на более чем 15 языках, большинство из которых относят к папуасским языкам. Папуасские языки включают: абуи, аданг, хамап, кабола, кафоа, воисика, келон и куи. Некоторые из них находятся под угрозой исчезновения и почти не используются младшим поколением. Распространённый в некоторых районах острова алорский язык относится к малайско-полинезийской подсемье. Индонезийский язык изучается в школах и используется в СМИ. По данным на 2010 год население острова составляет 145 299 человек. Три четверти населения исповедуют протестантизм; остальные — мусульмане, католики и приверженцы традиционных верований.
Имеется воздушное сообщение с городом Купанг. Инфраструктура острова развита слабо. Экономика основана главным образом на сельском хозяйстве, основными продуктами которого являются ваниль, тамаринд, миндаль и некоторые другие орехи. Имеет место торговля сандаловым деревом.